# Kazimierz Krawczyk
Kazimierz Krawczyk (ur. 3 lutego 1924 w Poznaniu, zm. 14 kwietnia 1996), syn Szczepana i Agnieszki – pułkownik SB, funkcjonariusz służb specjalnych PRL, w MBP od 10 marca 1945. Naczelnik Samodzielnego Wydziału RKW od 1 marca 1965 do 14 kwietnia 1973, a następnie dyrektor Biura Radiokontrwywiadu (RKW) MSW od 15 kwietnia 1973 do 30 listopada 1978.